# 青木泰樹
青木 泰樹（あおき やすき、1956年（昭和31年） - ）は、日本の経済学者。京都大学レジリエンス実践ユニット特任教授。専門は経済変動論、シュンペーター研究、現代日本経済論。

## 略歴
神奈川県出身。1980年（昭和55年）、早稲田大学政治経済学部経済学科を経て、1986年（昭和61年）に早稲田大学大学院経済学研究科博士課程単位を取得。1996年（平成8年）、帝京大学助教授に就任。2007年（平成19年）、帝京大学短期大学教授に就任（2014年退職）。
現在、東海大学非常勤講師および会社役員、京都大学レジリエンス実践ユニット特任教授。

## 著作

### 単著
- 『シュンペーター理論の展開構造』御茶ノ水書房、1987年
- 『近代経済学』八千代出版、1993年
- 『動態経済分析への道』八千代出版、2004年
- 『経済学とは何だろうか』八千代出版、2012年
- 『経済学者はなぜ嘘をつくのか』アスペクト、2016年

### 共編著
- 藤井聡・青木泰樹・柴山桂太・大石久和・中野剛志・三橋貴明 共編 『築土構木の思想　―土木で日本を建てなおす―』 犀の教室、2014年